# Gustav Adolf Visscher van Gaasbeek
Gustav Adolf Visscher van Gaasbeek (* 6. September 1859 in Bandung, Niederländisch-Indien; † 20. Juli 1911 in Basel) war ein niederländischer Architekt, der in der Schweiz lebte.

## Leben
Gustav Adolf Visscher van Gaasbeek wurde 1859 als neuntes Kind des Kolonialbeamten Alexander Visscher van Gaasbeek auf Java geboren. Er kam 1860 mit den Eltern nach Amsterdam, später nach Bremen. Er heiratete 1894 Rosa Maria Schoenchen, die aus München stammte.
Visscher van Gaasbeek absolvierte eine Ausbildung zum Architekten an der Technischen Hochschule Hannover. Im Anschluss daran sammelte er praktische Erfahrungen in Berlin, Leipzig und München. Ab 1895 arbeitete er als Angestellter, ab 1898 als Teilhaber im Baugeschäft des Architekten Rudolf Linder, das 1901 in die Basler Baugesellschaft überführt wurde. In dieser Aktiengesellschaft übernahm Visscher van Gaasbeek die künstlerische, Linder die unternehmerisch-technische Leitung.
Visscher van Gaasbeek galt als einer der originellsten Entwerfer im Basel der Jahrhundertwende, der Stiltendenzen von Jugendstil und Neurenaissance, Neubarock sowie Neugotik verarbeitete. Zu seinen wichtigsten Bauten gehören die Wohnhäuser an der Pilgerstrasse (1896–1903), das Geschäftshaus Sodeck an der Freien Strasse (1896–1898, abgebrochen) und die Safranzunft an der Gerbergasse (1902).